# Ana Lelas
Ana Lelas, née le 2 avril 1983 à Split (actuelle Croatie, alors en Yougoslavie), est une joueuse croate et française de basket-ball.

## Biographie
Sa dernière saison à Bourges est gâchée par une aponévrosite plantaire qui entraîne son remplacement par Essence Carson pour une partie de la saison.
Elle signe ensuite à Montpellier, tout en poursuivant sa carrière en équipe nationale, où elle participe aux Jeux olympiques de 2012 à Londres.
Elle est naturalisée française le 18 décembre 2012,.
Après une saison 2013-2014 à Mersin des statistiques de 11,9 points, 3,0 rebonds et 1,9 passe décisive en championnat 12,6 points, 2,7 rebonds, 2,4 passes décisives en Eurocoupe avant de signer l'été 2014 pour le club turc promu d'As Osmaniye. Elle y assure une saison avec des statistiques de 10,4 points et 3,6 rebonds par rencontre.
Elle doit renoncer au Championnat d'Europe 2015 en raison d'une déchirure musculaire.
De retour de blessure, elle s'engage avec Salamanque pour l'intérim en sortie de saison WNBA de Tricia Liston ou Jacki Gemelos .
Engagée en 2016-2017 avec le ŽKK Novi Zagreb, elle dispute sa dernière rencontre internationale face à la France (défaite 65-84) avec 13 points et 3 passes décisives.

## Club
| Saisons   | Équipe                         | Pays    |
| 2002-2003 | Šibenik                        | Croatie |
| 2003-2004 | Tarbes Gespe Bigorre           | France  |
| 2004-2005 | Aix-en-Provence                | France  |
| 2005-2006 | Real Club Celta Vigo           | Espagne |
| 2006-2008 | Mourenx Basket Club            | France  |
| 2008-2010 | Bourges                        | France  |
| 2010-2013 | Lattes Montpellier             | France  |
| 2013-2014 | Mersin BSB                     | Turquie |
| 2014-2015 | As Osmaniye                    | Turquie |
| 2015-2016 | Perfumerias Avenida Salamanque | Espagne |
| 2016-     | ŽKK Novi Zagreb                | Croatie |

## Palmarès

### Club
compétitions nationales 
- Championne de France en 2009
- Coupe de France féminine de basket-ball 2009, 2010, 2011[10] et 2013[11]
- Championne de Croatie en 2002
- MVP de la finale du championnat de Croatie en 2002

### Sélection nationale
Aux qualifications du championnat d'Europe, elle 6,0 points, 5,0 rebonds et 3,8 passes décisives avec la Croatie.